# Установка для поверки расходомеров
Установка для поверки расходомеров представляет собой достаточно сложное техническое устройство, обеспечивающее воспроизведение потока жидкости с расходом от 10 — 20 до 600000 литров в час (0,01 — 600 м³/ч) и измерение объема (массы) эталонными расходомерами или весовым устройством с необходимой для поверки точностью. Установка относится к средствам измерения, для которых установлена своя система сертификации (утверждение типа и внесение в Государственный реестр) и подтверждение пригодности для использования по назначению. Для измерения различных физических величин в установке используется до 40 средств измерений (измерение частоты, времени, температуры, массы, давления, тока, напряжения). В установке используются различные технические средства, позволяющие задавать скорость потока (путём установки частоты на частотном преобразователе насоса), формировать гидравлическую измерительную схему (путём закрытия или открытия дисковых затворов с помощью пневмоприводов и/или электроприводов).
Управление установкой обеспечивается через компьютер. Поверочная установка обеспечивает получение достоверных и точных результатов измерений, вне зависимости от случайных факторов, и измеряет не только расход жидкости, но и измерение массы, измерение температуры, измерение давления, измерение времени и частоты следования импульсов и измерение напряжения и тока. По каждому виду измерения, начиная с измерения расхода, возникают традиционные метрологические вопросы: что, как и чем измерять, ответы на которые пытается найти самостоятельно каждый разработчик. При нормировании метрологических характеристик установок предварительно рассчитываются их составляющие. По одним составляющим имеются методики расчетов, например, по весовым устройствам, средствам измерения температуры, по другим эти методики необходимо разрабатывать самостоятельно и учитывать те или иные факторы, которые могут повлиять на результаты измерений. Например, учитывать или не учитывать температуру жидкости при определении объема по известной массе, измеренной в реальных условиях (температуре, давлении окружающего воздуха), а если учитывать, то каким образом. В ГОСТ 8.156 эта зависимость приведена в виде таблицы, из которой видно, что без измерения температуры жидкости, особенно при повышенной температуре, дополнительная погрешность может составлять 0,4 %.
Поэтому с учетом многообразия видов измерений и используемых средств измерений автоматизированная поверочная установка должна рассматриваться как измерительная система, в которой должны выполняться требования ГОСТ Р 8.596. Указанный стандарт допускает использование в составе установки любых средств измерений при условии, что в технической документации нормированы метрологические характеристики каналов в целом и обеспечена их поверка необходимыми методами и средствами. Только в этом случае можно обеспечить разработку и поставку технически совершенного и метрологически обеспеченного измерительного оборудования, а в конечном итоге — обеспечить достоверность и требуемую точность измерений, контроля и испытаний в области расходометрии.